# Batalha do Aeroporto Antonov
Batalha do Aeroporto Antonov, ou ainda Batalha do Aeroporto de Gostomel, foi uma batalha que ocorreu entre os dias 24 e 25 de fevereiro de 2022 em decorrência da invasão da Ucrânia pela Rússia. O Aeroporto Internacional de Gostomel, que por pertencer à companhia estatal Antonov e ser gerenciado pela sua subsidiária, Antonov Airlines, também é conhecido como Aeroporto Antonov, foi dominado por forças russas após dois ataques.
Em 24 de fevereiro de 2022, poucas horas após o presidente da Rússia, Vladimir Putin, anunciar o início de uma "operação militar especial" na Ucrânia, tropas russas das Tropas Aerotransportadas da Federação Russa (VDV) realizaram um assalto aéreo ao Aeroporto Antonov com o objetivo de capturá-lo. O aeroporto tinha valor estratégico, pois estava localizado a menos de 10 quilômetros  fora da capital Kiev, o que permitiria que as tropas russas transportassem mais tropas e equipamentos mais pesados para ameaçar diretamente a cidade. No entanto, os militares ucranianos responderam com um contra-ataque que cercou as forças russas sem apoio e repeliram o ataque inicial. O ataque foi retomado no dia seguinte com outro assalto aéreo do VDV combinado com um ataque terrestre por reforços blindados vindos da fronteira bielorrussa, rompendo as defesas ucranianas. O aeroporto foi então capturado pelas forças russas. Apesar disso, a inesperada resistência ucraniana frustrou os planos de uma rápida capitulação de Kiev, e o aeroporto estava muito danificado para ser usado como uma pista de pouso funcional.
O famoso avião Antonov An-225 Mriya estava no aeroporto quando do ataque das forças invasoras russas. No dia 27 de fevereiro, o Ministro das Relações Exteriores ucraniano, Dmytro Kuleba, confirmou que a aeronave foi destruída durante o confronto, com imagens de satélite confirmando sua destruição.

## Batalha

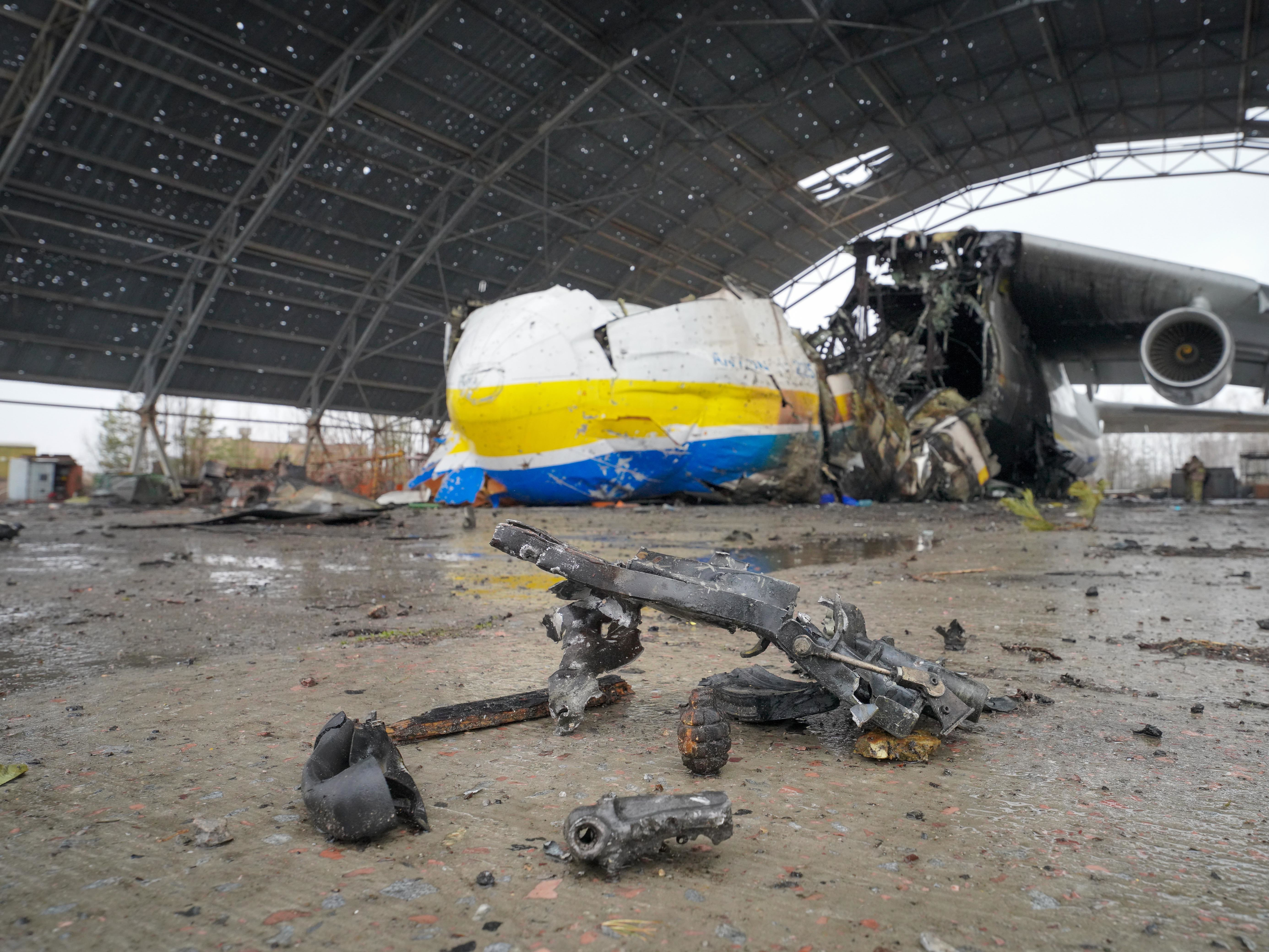
O Antonov An-225 Mriya destruído na sua base.

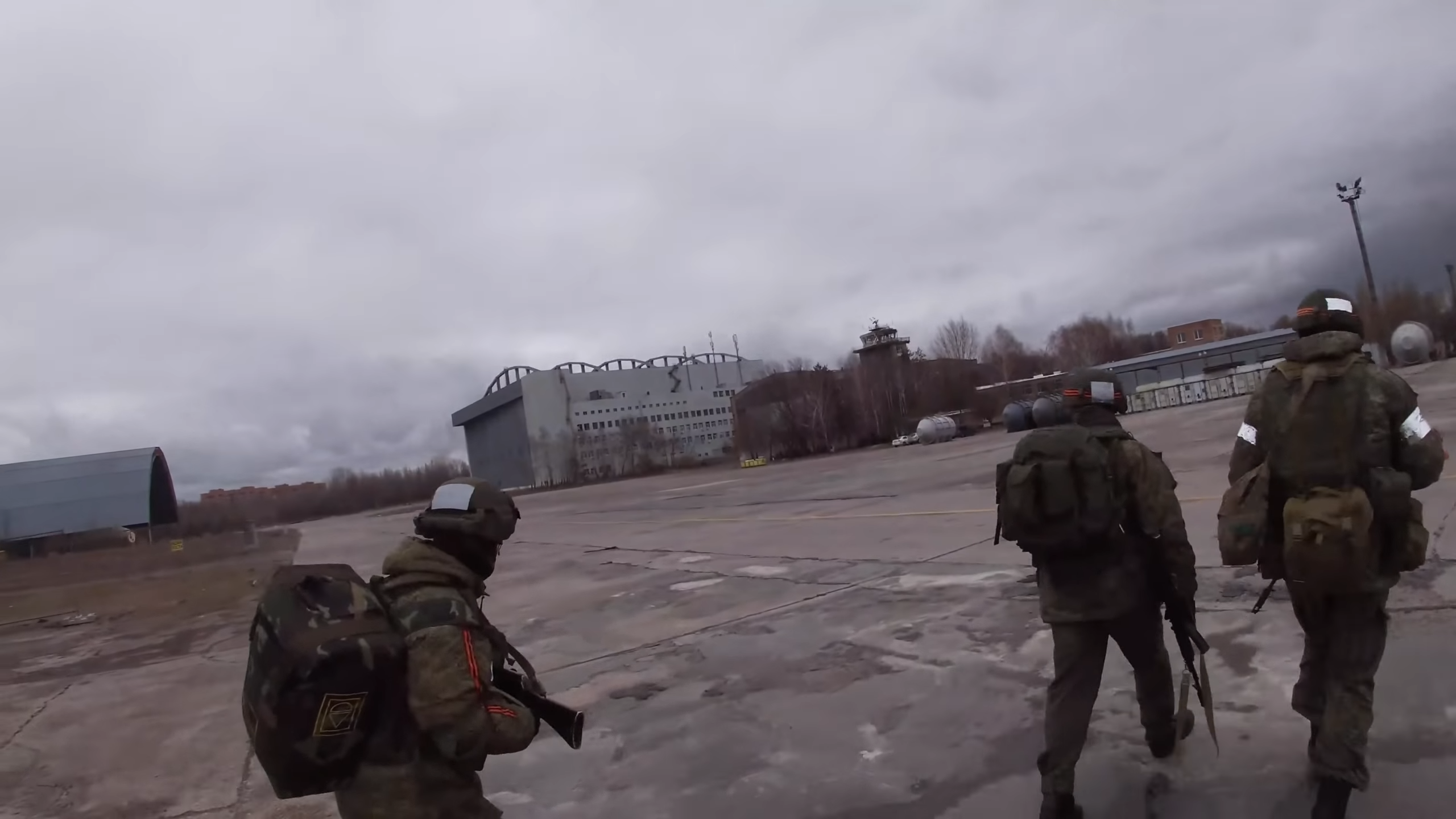
Tropas aerotransportadas russas lutando para tomar o aeroporto.

No dia 24 de fevereiro, mais de 30 helicópteros russos desembarcaram tropas aerotransportadas para tomarem o Aeroporto Antonov, que se encontra em Gostomel, uma localidade a poucos quilômetros de distância de Kiev - capital ucraniana. A Rússia queria criar uma ponte aérea para que suas tropas e equipamentos pudessem desembarcar bem perto de Kiev, um de seus principais alvos. As Tropas Aerotransportadas da Rússia inseriram com paraquedistas e helicópteros Mi-17 e Ka-52. Tropas Ucranianas armadas com mísseis terra-ar Stinger, duerrubando vários helicópteros russos. Após três horas de confronto, o aeroporto foi capturado, mas não ficou muito em mãos estrangeiras: as tropas aerotransportadas não tinham apoio terrestre ou aéreo e uma contraofensiva da 4ª Brigada de Reação Rápida da Guarda Nacional da Ucrânia cercou e junto com a Força Aérea Ucraniana aniquilaram as tropas aerotransportadas que estavam no local.
A batalha resumiu no dia 25 de fevereiro, forças terrestres russas vindas da Bielorrússia retomaram o controle do aeroporto após passarem pela Batalha de Ivankiv. Segundo o Ministério da Defesa da Rússia, a recaptura foi fruto de uma operação que envolveu por volta de 200 helicópteros, a perda de 200 vidas ucranianas e nenhuma baixa do lado russo. O lado ucraniano afirmou que a versão russa é uma "absoluta mentira", mas afirmou que o aeroporto foi perdido para as tropas russas, entretanto, estava muito danificado para ser usado.
Imagens de drones e satélites mostraram que o Antonov An-225 Mriya no hangar foi destruído durante a batalha.
Apesar do aeroporto ter sido capturado, a batalha continuou nos arredores enquanto as forças ucranianas foram empurradas ao sul em direção a Irpin e Bucha. Supostamente, tropas Spetsnaz russas teriam roubado uniformes ucranianos da Guarda Nacional e ido em direção à Kiev como sabotadores.
No dia 26 de Fevereiro, tropas do Spetsnaz ucraniano "Grupo Alpha" realizou um emboscada nos arredores de Hastomel em um comboio de Kadyrovtsy, alegadamente matando um oficial de alta patente.
Em 2 de abril, as forças ucranianas recuperaram o controle do aeroporto após uma retirada russa em grande escala ao longo do eixo de Kiev.  Em sua retirada apressada, as tropas russas destruíram grande parte de seu próprio equipamento, enquanto outro material foi capturado intacto pelos ucranianos. Além disso, outros equipamentos russos foram destruídos por ataques de artilharia ucranianos antes da retirada. No geral, a Rússia perdeu pelo menos sete veículos blindados de combate, 23 veículos de combate de infantaria, três veículos blindados de transporte de pessoal, um canhão antiaéreo, duas peças de artilharia de campanha, três helicópteros, bem como 67 caminhões, veículos e jipes no aeroporto Antonov. 